# Bartolomeo Fanti
Bartolomeo Fanti (Mantova, 1423-1443 – Mantova, 5 dicembre 1495) è stato un monaco cristiano italiano, venerato come beato dalla Chiesa cattolica.

## Biografia
Bartolomeo Fanti ricevette l'abito carmelitano a diciassette anni.
Istituì a Mantova la Confraternita della Madonna e nel 1460 ne divenne padre spirituale e rettore.